# Стуков Федір Вікторович
Федір Вікторович Стуков (17 вересня 1972, Москва) — радянський і російський актор і кінорежисер, креативний продюсер "СТС Медіа " (з 2016 року). Здобув популярність, почавши зніматися в кіно ще дитиною.

## Життєпис
Народився в Москві 17 вересня 1972 року . У дитинстві співав у хорі Держтелерадіо під управлінням Віктора Попова. Батьки не мали відношення до кінематографа (батько — інженер, мати — літературний редактор) . Федір Стуков закінчив Вище театральне училище імені Бориса Щукіна в 1993 році. Грав в театрі «Верштадт» (Ганновер , Німеччина).
Був ведучим програм «Лего-го!», «До 16 і старше…», «Світові розіграші» (ведучий-професор).
У дитинстві Федір Стуков був одним з найвідоміших радянських дітей-акторів першої половини 1980-х років.

## Фільмографія

### Актор
- 1979 — Кілька днів з життя Обломова — Андрюша Обломов
- 1981 — Рідня — Іришка
- 1981 — Пригоди Тома Сойєра і Гекльберрі Фінна — Том Сойєр
- 1981—2007 — Єралаш — різні персонажі (випуски № 28, 44, 51, 127, 208)
- 1981 — Руки вгору! — Толя Глотов
- 1982 — Острів скарбів — Джим Гокінс
- 1983 — Комета — Толя Чернов
- 1984 — Пеппі Довгапанчоха — Томмі
  - 1986 — Що таке Єралаш? — ведучий
- 1988 — Чорний коридор — Льова Бочаров, учень
- 1991 — Медовий місяць
- 1992 — Біг по сонячній стороні — Сашко
- 1995 — Петербурзькі таємниці — Іван Вересов
- 1996 — Кафе «Полуничка» (серія Хто є хто?) — Аристарх
- 1997 — Царевич Олексій — Олексій Юр'єв, «Ізопка»
- 2008 — Трюкачі — режисер
- 2013 — Шерлок Холмс — Джабез Вілсон
- 2017 — Адаптація — чистильник

### Режисерські роботи

#### Телесеріали
- 2007 — 2008 — Єралаш (сюжети випусків № 200: «Гаряча картопелька» і № 208: «Фокус-покус» і «Доброго ранку!»)
- 2010 — 2011 — Як я зустрів вашу маму (два сезони, СТС)
- 2012 — 2013 — Вісімдесяті (1-3 сезони, СТС)
- 2014 — Фізрук (1-2 сезони, ТНТ)
- 2017 — Адаптація (ТНТ)
- 2017 — Филфак (ТНТ)

## ТВ
- 1995–1998 — "Лего-го! "(ОРТ)
- 1998–2001 — " До 16 і старше " (ОРТ)
- 2003–2004 — «Світові розіграші» (REN-TV)

#### Інше
- 2001 — За склом (реаліті-шоу; ТВ-6 , ТНТ, ТВС)
- 2002 — Російське диво, або Люди під мікроскопом (реаліті-шоу; REN-TV, Інтер)
- 2003 — Все для тебе (програма; REN-TV, Інтер)[3]
- 2004 — Факультет гумору (шоу; REN-TV)
- 2004 — Перевірено на собі (реаліті-шоу; REN-TV)
- 2007 — Мисливці за нацистами (документальний серіал; ТВ Центр)
- 2009 — Концтабори. Дорога в пекло (документальний серіал; ТВ Центр)